# Guglielmo di Longchamp
Guglielmo di Longchamp, o William de Longchamp o William de Longchamps (Argenton-Notre-Dame, XII secolo – Poitiers, 31 gennaio 1197), è stato un politico e vescovo cattolico inglese.
Era figlio di Ugo di Longchamp e di Eva de Lacy.
Egli fu, oltre che vescovo, Lord Cancelliere e Gran Giustiziere d'Inghilterra. Nato da famiglia normanna di piccola nobiltà terriera, dovette la sua carriera ai favori regali. Dapprima fu al servizio di un figlio illegittimo di Enrico II d'Inghilterra, ma presto passò a quello di Riccardo, cuor di leone, l'ultimo figlio sopravvissuto di re Enrico. Allorché Riccardo divenne re d'Inghilterra nel 1189, Longchamp pagò 3.000 sterline per acquisire l'ufficio di cancelliere e fu subito dopo nominato vescovo di Ely e papa Clemente III lo nominò legato pontificio in Inghilterra.
Egli inoltre governò il regno d'Inghilterra durante l'assenza di Riccardo, impegnato in Terra santa nella terza crociata, ma la sua autorità fu contestata dal fratello del re, Giovanni Senza Terra, che riuscì infine ad estrometterlo dal potere e dal Paese. Anche i rapporti di Longchamp con i nobili inglesi più importanti erano tesi, il che contribuì alla sua cacciata in esilio. Subito dopo la partenza di Longchamp dall'Inghilterra, re Riccardo fu catturato durante il viaggio di rientro in patria dal duca d'Austria, Leopoldo V, che lo consegnò all'imperatore Enrico VI. Guglielmo attraversò quindi la Germania per negoziarne il rilascio. Sebbene egli, ritornato in patria Riccardo, avesse riottenuto il cancellierato, perse molto del potere che aveva avuto in precedenza; mantenne però la fiducia del re, che gli conferì numerosi incarichi fino alla sua morte, avvenuta nel 1197. Egli scrisse un trattato di diritto che fu ben noto in tutto il medioevo, ma che gli procurò molta ostilità da parte dei contemporanei.

## Biografia

### La famiglia di origine
Gli antenati di Longchamp erano originari dell'omonimo villaggio in Normandia, ma egli nacque
 nella località normanna di Argentan. Il padre, Ugo di Longchamp, era anche proprietario di terre in Inghilterra come altri numerosi cavalieri normanni dopo la conquista normanna dell'Inghilterra nel 1066. Ugo Nonant, uno dei rivali di Longchamp, dichiarò che il padre di Guglielmo era un contadino, il che pare piuttosto improbabile, visto che pare che Ugo di Longchamp avesse già sue proprietà terriere come cavaliere in Normandia. La famiglia tuttavia aveva origini piuttosto modeste ma salì nella considerazione sociale mettendosi al servizio del re Enrico II. Il vecchio Longchamp possedeva terreni anche nello Herefordshire (Inghilterra) inclusa la residenza di Wilton presso Ross nel Galles. Ugo sposò una donna di nome Eva, proveniente dalla famiglia dei Lacy (lo storico David Balfour sostiene che Eva era la figlia di Gilbert de Lacy, figlio di quel Roger de Lacy, che il re Guglielmo II nel 1095 mandò in esilio a causa di una sua ribellione.
La sorella di Longchamp, Richeut, sposò il castellano di Dover, nel Kent. Una seconda sorella, Melisenda, giunse in Inghilterra con lui, ma altro di lei non si sa (Si sa di una sorella di Guglielmo andata sposa a certo Stephen Devereux, ma non è certo si tratti di Melisenda). Dei fratelli di Guglielmo, Osbert rimase laico e dovette molto del suo avanzamento nel livello sociale al fratello; Stefano fu al servizio del re Riccardo, cuor di leone alla crociata; Enrico, altro laico, divenne sceriffo insieme ad Osbert e Roberto si fece monaco. Due dei fratelli di Guglielmo divennero abati.
Longchamp entrò nella vita pubblica al termine del regno di Enrico II, come funzionario al servizio del figlio illegittimo del re, Goffredo Plantageneto. Presto lasciò Goffredo per mettersi al servizio di un altro figlio del re, Riccardo, che era a quel tempo duca d'Aquitania, e che lo nominò cancelliere del ducato d'Aquitania.
Egli, prima di entrare al servizio di Riccardo, aveva lavorato nella cancelleria di Enrico II. Si distinse per la prima volta alla corte di Filippo II di Francia, a Parigi nel 1189, allorché agì come inviato di Riccardo in una controversia con l'inviato di Enrico II, William Marshal, 1º duca di Pembroke. A quel tempo egli era già uno dei consiglieri di fiducia di Riccardo I.

## Cancelliere e Ministro della Giustizia
Con l'ascesa al trono d'Inghilterra di Riccardo I nel 1189 Longchamp divenne Lord Cancelliere. Egli tuttavia aveva comprato la carica per circa 3.000 sterline. Questo fece sì che il prezzo da pagare per avere documenti dotati del Gran Sigillo del Regno, quando ne era necessaria l'autenticazione, salì, probabilmente per consentire a Longchamp di recuperare quanto aveva pagato per quella carica.
Nel consiglio tenutosi a Pipewell il 15 settembre 1189 il re elevò il Longchamp alla carica di vescovo della diocesi di Ely. Con il medesimo consiglio il re nominò altri tre vescovi: Godfrey de Lucy a Winchester, Richard FitzNeal a Londra e Hubert Walter a Salisbury. Longchamp fu consacrato il 31 dicembre 1189 e prese possesso della sua diocesi il 6 gennaio 1190.
Prima di lasciare l'Inghilterra nel 1189 Riccardo pose la Torre di Londra nelle mani di Longchamp e lo nominò, congiuntamente al vescovo di Durham, Ugo di Puiset, Gran giustiziere, che a quei tempi non era una carica prettamente giudiziaria. Il "giustiziere" era persona investititi di molta parte dell'autorità regia quando il re non era presente nel regno ed aveva titolo per agire in suo nome. Insieme a Puiset il re nominò nominò, associandoli nell'incarico, Hugh Bardulf, William Briwerre, Geoffrey fitz Peter, e William Marshall.
Nella sua funzione Longchamp inviava magistrati nel paese in visite giudiziarie nelle contee anche se questi non avevano esperienza in merito. I due vescovi non riuscivano ad operare congiuntamente e così, nel marzo del 1190 suddivise i territori di loro competenza: ad Ugo il territorio a nord dell'Humber ed a Longchamp quelli a sud. Entro giugno Longchamp era riuscito ad estromettere Ugo dalla carica e dal potere e ricevette da papa Clemente III la carica di legato pontificio in Inghilterra, forse pagando alla Santa Sede una somma di circa 2.250 sterline per assicurarsi il prestigioso incarico.
Longchamp concesse ai cittadini di Londra il diritto di eleggere il loro sceriffo e di raccogliere e trasferire le loro imposte di 300 sterline direttamente alla Tesoreria del regno. Nelle sue visite alla diocesi egli era solitamente accompagnato da una pletora di servitori ed animali, il che era noto in tutto il paese come segno della sua stravaganza. Sotto la sua autorità di legato egli tenne due sinodi nel 1190, uno a Gloucester e l'altro a Westminster. Egli si applicò nel reinstaurare l'ordine a York dopo i massacri perpetrati contro gli ebrei tra il 16 ed il 17 settembre 1190; inviò anche un esercito contro Rhys ap Gruffydd, un principe gallese che tentava di sottrarsi al controllo dei marchesi le cui terre circondavano il Galles.

## Contrasti con Giovanni

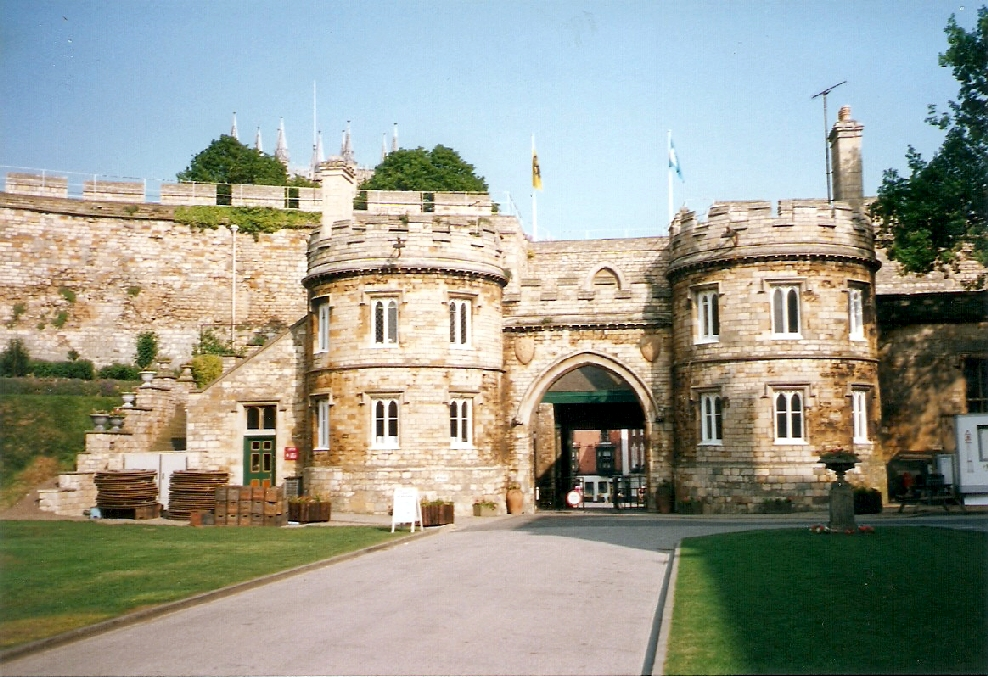
Porta a Lincoln Castle, che Longchamp assediò nel 1190

I rapporti di Longchamp con gl'inglesi erano resi più difficili dal fatto che egli era di origine normanna e spesso insensibile agli usi dell'isola. Il cronista medievale Guglielmo di Newburgh sosteneva che Longchamp era «… un oscuro straniero di lealtà e capacità non provate.»
Per esempio, è probabile che Longchamp non parlasse la lingua inglese. I nobili di maggior rango si lamentavano che Longchamp tenesse ai margini gli altri funzionari nominati dal re Riccardo per aiutarlo e che egli assumesse stranieri per completare i suoi uffici. Sebbene la prima accusa fosse in gran parte infondata, la seconda pare fosse invece giustificata poiché Longchamp incaricava persone straniere come funzionari giudiziari e sceriffi. Egli cercò anche di acquisire il controllo di un certo numero di castelli per alloggiarvi dipendenti e loro parenti. Nel 1190 i rapporti fra Longchamp ed il giovane fratello di Riccardo Giovanni divennero difficili. Ciò portò Longchamp ad assediare il Castello di Lincoln poiché il castellano si rifiutava di lasciare il castello per essere sostituito da coloro che erano stati nominati da Longchamp. Il castellano, Gerard de Camville, aveva giurato fedeltà a Giovanni e non volle più riconoscere l'autorità del cancelliere. In risposta all'assedio Giovanni prese i due castelli di Tickhill e di Northampton. Le notizie sul contrasto giunsero all'orecchio di Riccardo, che nella tarda primavera del 1191 inviò in Inghilterra Walter de Coutances, arcivescovo di Rouen, affinché negoziasse la pace fra Giovanni e Guglielmo di Longchamp. Infine Walter mediò un compromesso fra i due il cui risultato fu che Gerard fosse confermato come castellano e Giovanni rinunciava ai castelli conquistati. Longchamp accettò anche di assicurare l'ascesa al trono di Giovanni, in caso di morte di Riccardo.
L'incarico di legato pontificio a Longchamp cessò con la morte di papa Clemente III, il che tolse una grossa base di potere a Longchamp anche se esso fu rinnovato dal successore di Clemente, papa Celestino III pochi mesi dopo. Ulteriori complicazioni per Longchamp sorsero nel settembre del 1191 allorché Enrico II, il figlio illegittimo di Goffredo, arcivescovo di York, fu arrestato dai collaboratori di Longchamp, guidati dal castellano del castello di Dover, che era cognato dello stesso Longchamp.
I loro ordini erano di arrestare l'arcivescovo di Tork quando fosse sbarcato a Dover durante il suo rientro in Inghilterra, ma Goffredo era stato avvertito sui loro piani ed era fuggito presso l'Abbazia di Saint Martin a Dover. Gli uomini di Longchamp la posero sotto assedio e dopo Quattro giorni costrinsero Goffredo ad uscirne. La violenza dell'attacco ricordava al pubblico il martirio di Tommaso Becket e la pubblica opinione si rivoltò contro Longchamp.
Longchamp sostenne che Goffredo non aveva giurato fedeltà a Riccardo, ma questa sembrava solo una scusa per potersi sbarazzare del rivale. Un'intensa campagna di propaganda fu condotta dai sostenitori di Giovanni, uno dei quali fu Hugh Nonant, vescovo di Coventry, che con altre personalità, compreso Goffredo, che nel frattempo era stato rilasciato, organizzarono un processo per il 5 ottobre 1191 a Lodden Bridge, presso Londra.
Longchamp non vi fu presente e fu deposto e scomunicato e, dopo aver tentato di tenere la Torre di Londra, fu costretto ad arrendersi a causa dell'assenza del sostegno del popolo londinese. Il concilio dichiarò abolita la sua carica ed ordinò la sua cattura e custodia nel castello. . Pare che la principale accusa rivoltagli, sia stata quella di comportarsi da autocrate.
Longchamp giunse a Dover nel tardo 1191 per cercare un traghetto verso il continente; durante la fuga egli non fu in grado di rispondere a chi gli rivolgeva la parola in inglese. Egli cercò di lasciare l'Inghilterra sotto vari travestimenti, compresi abiti da monaco e da donna. Hugh Nonant scrisse che Longchamp una volta cercò di nascondersi travestito da prostituta, il che gli procurò l'aggressione da parte di un pescatore che lo aveva preso come tale. Infine egli riuscì a lasciare l'Inghilterra il 29 ottobre.

## Esilio e ritorno
Longchamp giunse alla corte dell'imperatore Enrico VI, che tratteneva il re Riccardo I d'Inghilterra prigioniero a Trifels. Il vescovo riuscì ad ottenere che Riccardo fosse tenuto a corte, che fosse successivamente liberato contro il pagamento di un riscatto di 100.000 marchi, con l'intesa, accettata dall'imperatore, di liberare Riccardo dopo il pagamento di 70.000 marchi e la consegna di ostaggi a garanzia della parte rimanente. Quando l'imperatore, nel gennaio del 1194 riunì gli esponenti più importanti dell'impero per discutere l'offerta di pagamento da parte di Filippo II di Francia per tener prigioniero Riccardo, Longchamp era presente con Walter de Coutances e con Eleonora d'Aquitania, madre di Riccardo. Dopo ulteriori dispute diplomatiche, Riccardo fu liberato il 4 febbraio 1194 .
Quando i due rientrarono in Inghilterra, Riccardo premiò Longchamp affidandogli la cura di Eye e nominandolo sceriffo dell'Essex e dell'Hertfordshire.
Presto tuttavia Longchamp si impelagò nuovamente nel conflitto con l'arcivescovo di York, Goffredo. Riccardo partì dall'Inghilterra nel maggio 1194 e Longchamp lo accompagnò sul continente per non far più ritorno: egli tornò nel 1195 alla corte dell'Imperatore. Riccardo continuò ad utilizzare Longchamp per la sua diplomazia sebbene fosse Goffredo che combinò una tregua nel medesimo anno con Filippo II e nonostante che egli fosse rimasto cancelliere, il potere principale in Inghilterra a quel momento era nelle mani di Hubert Walter. Longchamp trascorse il resto della sua vita lontano dalla sua diocesi, accompagnando abitualmente il re.

## Morte e lasciti
Longchamp morì nel gennaio 1197, a Poitiers, mentre stava andando a Roma a compiere una missione diplomatica per Riccardo e fu sepolto nell'Abbazia di Le Pin. Gran parte delle informazioni sulla sua carriera ci provengono da persone che gli erano ostili, ad esempio Giraldo del Galles, che scrisse in favore di Rhys ap Gruffydd, definì Longchamp «un mostro a più teste». lo storico Austin Lane Poole descrisse Longchamp come più simile ad una scimmia che ad un uomo. Longchamp venne spesso descritto come piccolo e sgradevole ed alcuni contemporanei sostenevano che fosse omosessuale. In ogni caso egli fu una persona colta ed istruita. Egli fu appoggiato da molti suoi contemporanei, compreso papa Clemente III che, quando lo nominò legato pontificio, scrisse che lo faceva su sollecitazione dei vescovi inglesi. Il cronista medioevale Riccardo di Devizes lo annovera fra i quattro vescovi nominati nel 1189, dei quali afferma che erano «…persone di scarse virtù e fama.» Lo storico John Gillingham scrisse che I suoi risultati nell'amministrazione e nella politica furono buoni, offuscati solo dal suo insuccesso del 1191.
Una delle sue innovazioni attuate da Cancelliere fu la sostituzione della prima persona singolare, utilizzata fino a quel momento nei documenti redatti in nome del re con il plurale maiestatico (o royal we). Egli scrisse un'opera dal titolo Practica legum et decretorum,, un manuale per l'utilizzo sia del diritto canonico che di quello civile presso i possedimenti dei Plantageneti sul continente, scritta fra il 1181 e il 1189. Egli era ben noto nel medioevo e fungeva da guida pratica per chi era coinvolto in qualche causa.
Nigel Wireker, un poeta medioevale dedicò un poema satirico sugli atteggiamenti degli studenti verso il vescovo dal titolo Speculum Stultorum.Richard Barre, un giudice e scrittore medievale dedicò una sua opera, il Compendium de veteris et novo testamento a Longchamp, che fu uno dei suoi patroni e gli garantì un posto da arcidiacono di Ely ed uno come giudice.
Due scrittori hanno visto nell'assemblea che Longchamp nel 1191 cercò di convocare, il precursore della riunione di Runnymede del 1215 che diede origine alla Magna Carta, poiché essa fu uno dei primi esempi dei nobili del regno che si riunirono per obbligare ilo governo a legiferare seguendo i loro consigli. Longchamp promosse anche la carriera dei suoi fratelli: Enrico ed Osbert divennero sceriffi negli anni 1190. (Osbert fu sceriffo nello Yorkshire.). Il fratello religioso Roberto ne beneficiò anche diventando priore del capitolo della cattedrale di Ely e successivamente abate dell'abbazia di Santa Maria di York.

## Genealogia episcopale e successione apostolica
La genealogia episcopale è:
- Papa Lucio III
- Papa Alessandro III
- Arcivescovo Richard of Dover
- Arcivescovo Baldwin of Forde
- Vescovo William de Longchamp

La successione apostolica è:
- Vescovo Robert FitzRalph (1191)